# لرزه‌سنج

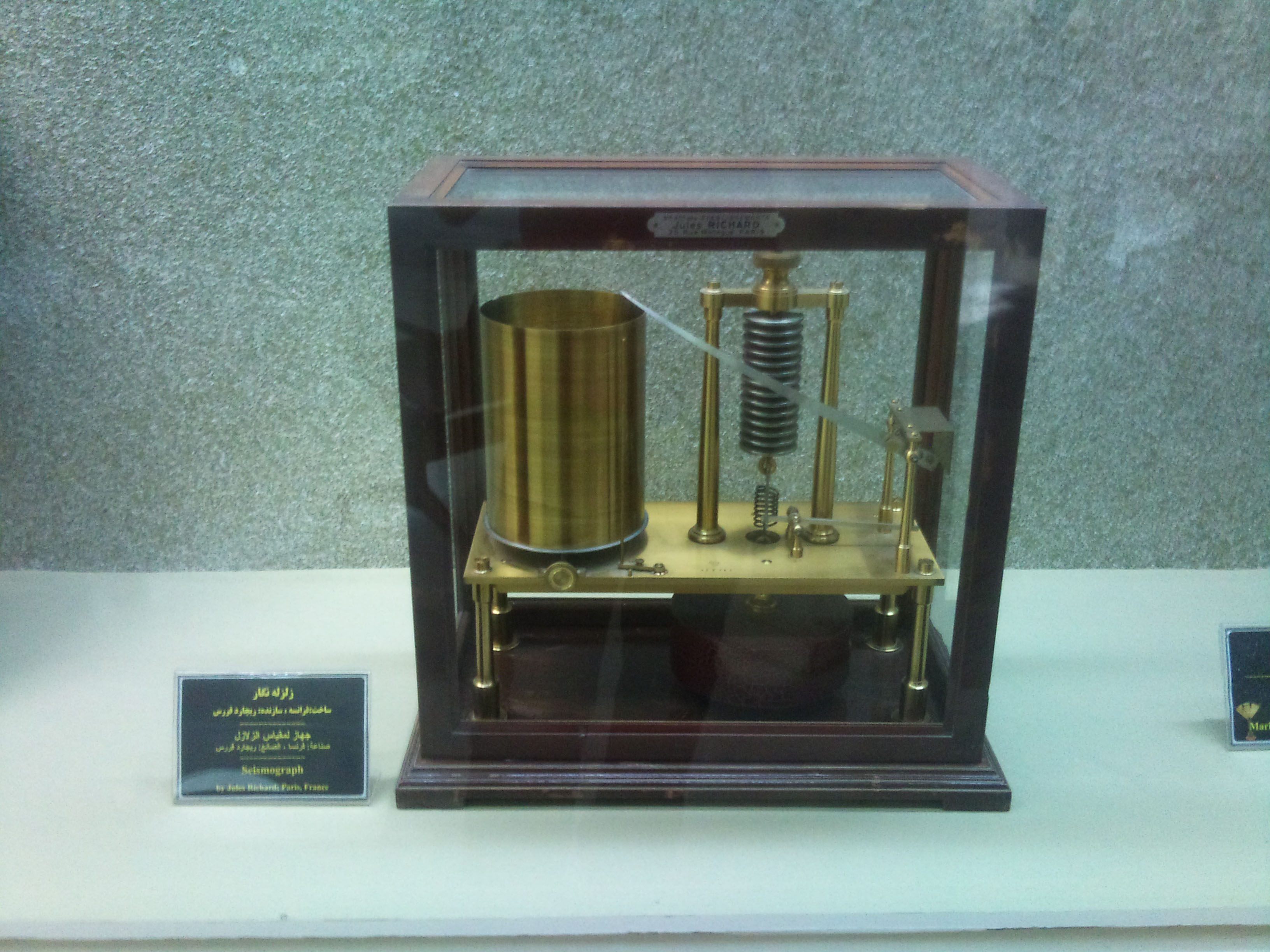
یک زلزله‌نگار قدیمی فرانسوی، موجود در موزهٔ مشهد

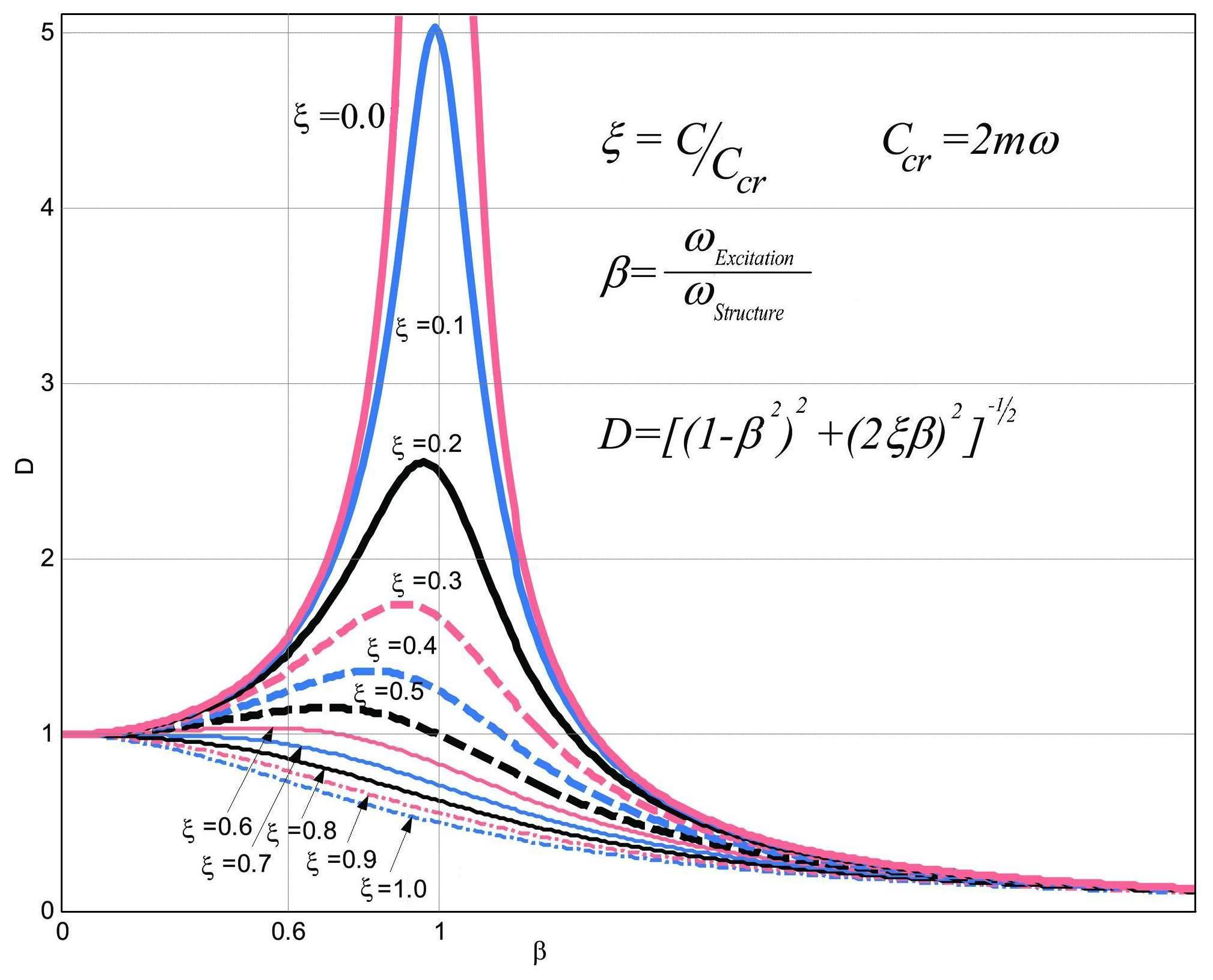
ثابت بودن D در نمودار مربوط به نسبت میرایی ۰٫۷ به ازای نسبت فرکانس بین ۰ تا ۰٫۶.
توجه شود که نمودار نسبت میرایی ۰٫۷ در فاصله ۰٫۶–۰ تقریباً ثابت و برابر یک است.

لرزه‌سنج دستگاهی است که شتاب یا تغییر مکان ناشی از امواج لرزه‌ای درونی زمین که در اثر زمین‌لرزه و انفجار اتمی یا دیگر عوامل ایجاد شده‌است را ثبت می‌کند. به دستگاهی که برای سنجش شتاب ایجاد شده در جریان زلزله استفاده می‌شود، اصطلاحاً شتاب‌نگار گفته می‌شود.
در لرزه‌سنج‌های قدیمی‌تر، که آنها را لرزه‌نگار می‌نامند و شامل یک قلم و کاغذ متحرک است، کار اندازه‌گیری و ثبت لرزه‌ها همزمان و دریک جا انجام می‌گرفت. در دستگاه‌های نوین این کارها در بخش‌هایی جدا از هم انجام می‌گیرد.
در لرزه سنج‌های امروزی داده‌های مربوط به شتاب یا تغییر مکان زمین در بازه‌های زمانی معین به رایانه ارسال و در آن به صورت سری اعداد ذخیره می‌گردد.
داده‌های مربوط به کلیه زلزله‌های ایران از سایت مرکز تحقیقات ساختمان و مسکن قابل دریافت است.

## نحوه عملکرد
اساس کار این دستگاه بر اصول ساده دینامیک سازه‌ها استوار است. معادله دیفرانسیل حاکم بر یک سیستم یک درجه آزادی که تحت تحریک شتاب تکیه گاهی قرار گرفته‌است، به صورت زیر بیان می‌شود:
{\displaystyle M{\ddot {x}}+C{\dot {x}}+kx=-M{\ddot {x}}_{g}}
پاسخ این سیستم یک درجه آزادی به صورت زیر قابل محاسبه‌است.
{\displaystyle x(t)={\rho }sin{({\omega }_{Ex}t-{\theta })}=Response-of-SDOF}
که در آن
{\displaystyle {\rho }={\frac {M{\ddot {x}}_{g0}}{k}}D}
مقادیر M و k ثابت هستند. D عبارت است از ضریب بزرگنمایی دینامیکی (Dynami Amplification Factor) و در صورتی که این پارامتر نیز ثابت باشد، پاسخ SDOF با شتاب نسبت مستقیم خواهد داشت. D به این صورت بیان می‌شود:
{\displaystyle D={\sqrt {[(1-{\beta }^{2})^{2}+(2{\xi }{\beta }^{2})^{2}]}},{\beta }={\frac {{\omega }_{Ex}}{\omega }},{\xi }={\frac {C}{C_{cr}}}}
در این فرمول {\displaystyle \omega } مربوط به سازه و {\displaystyle \omega _{Ex}} مربوط به تحریک است. همانگونه که دیده می‌شود بزرگای پاسخ {\displaystyle {\rho }} به چند عامل نسبت میرایی، نسبت فرکانس، جرم و سختی بستگی دارد.
حال به نمودار نشان داده شده توجه کنید: این نمودار تغییرات D را در مقابل نسبت بسامد و نسبت میرایی نشان می‌دهد.
با کمی دقت قابل بررسی است که به ازای تغییرات نسبت فرکانس از ۰ تا ۰٫۶، نمودار مربوط به نسبت میرایی ۰٫۷ ثابت است. اساس کار شتاب نگار همین مطلب است. شتاب نگارها با نسبت میرایی حدود ۰٫۷ ساخته می‌شوند تا در صورت اعمال شتابهایی از زمین با فرکانس کمتر از ۰٫۶ برابر فرکانس طبیعی ارتعاششان، پاسخی متناسب با شتاب داشته باشند و پس از یک کالیبراسیون ساده، دقیقاً شتاب زمین را ثبت کنند.